# Питър Юарт
Питър Юарт (на английски: Peter Ewart) е шотландски инженер с принос в развитието на технологията на турбините и на термодинамиката.

## Биография
Питър Юарт е роден през 1767 г. в Торкиър край Дъмфрийс и е едно от единадесетте деца на презвитериански свещеник. Неговият брат Джоузеф Юарт по-късно е британски посланик в Прусия, друг негов брат, Джон Юарт, е главен инспектор на болниците на Източноиндийската компания. Друг от братята, Уилям Юарт, е баща на политика Уилям Юарт и съдружник на Джон Гладстон, баща на Уилям Юарт Гладстон, на когото е кръстник и който носи неговото име.
Питър Юарт завършва Единбургския университет, след което получава практическо обучение при Джон Рени. Той проявява интерес към водните колела, влиза в контакт с Матю Болтън и Джеймс Уат и става представител на компанията им за парни машини за Северозападна Англия. През 1792 година се отказва от работата с тях и се насочва към преденето на памук, съвместно със Самюъл Олдноу, но начинанието им не успява. След това Юарт инсталира нов модел водно колело във фабриката на Самюъл Грег в Чешър, като използва като резервна мощност парна машина на Уат.
Към 1811 година Юарт вече е изоставил партньорството си със Самюъл Грег и се концентрира върху собствено производство и върху научните си занимания. Той става заместник-председател на Манчестърското литературно и философско дружество и е един от основателите на Манчестърския институт по механика. Включва се активно в споровете за природата на топлината, работата и енергията. Подтикнат от публикация на Джон Плейфеър и окуражен от Джон Далтон, през 1813 година той публикува „За измерването на двигателната сила“ („On the measure of moving force“), където защитава зараждащите се идеи за запазване на енергията, привърженик на които е Джон Смитън. Тази публикация оказва силно влияние върху ученика на Далтон Джеймс Джаул.
През 1835 година Питър Юарт е назначен на служба в Адмиралтейството. Той умира през 1842 година при инцидент в корабостроителницата в Улуич.